# Autostrade in Estonia

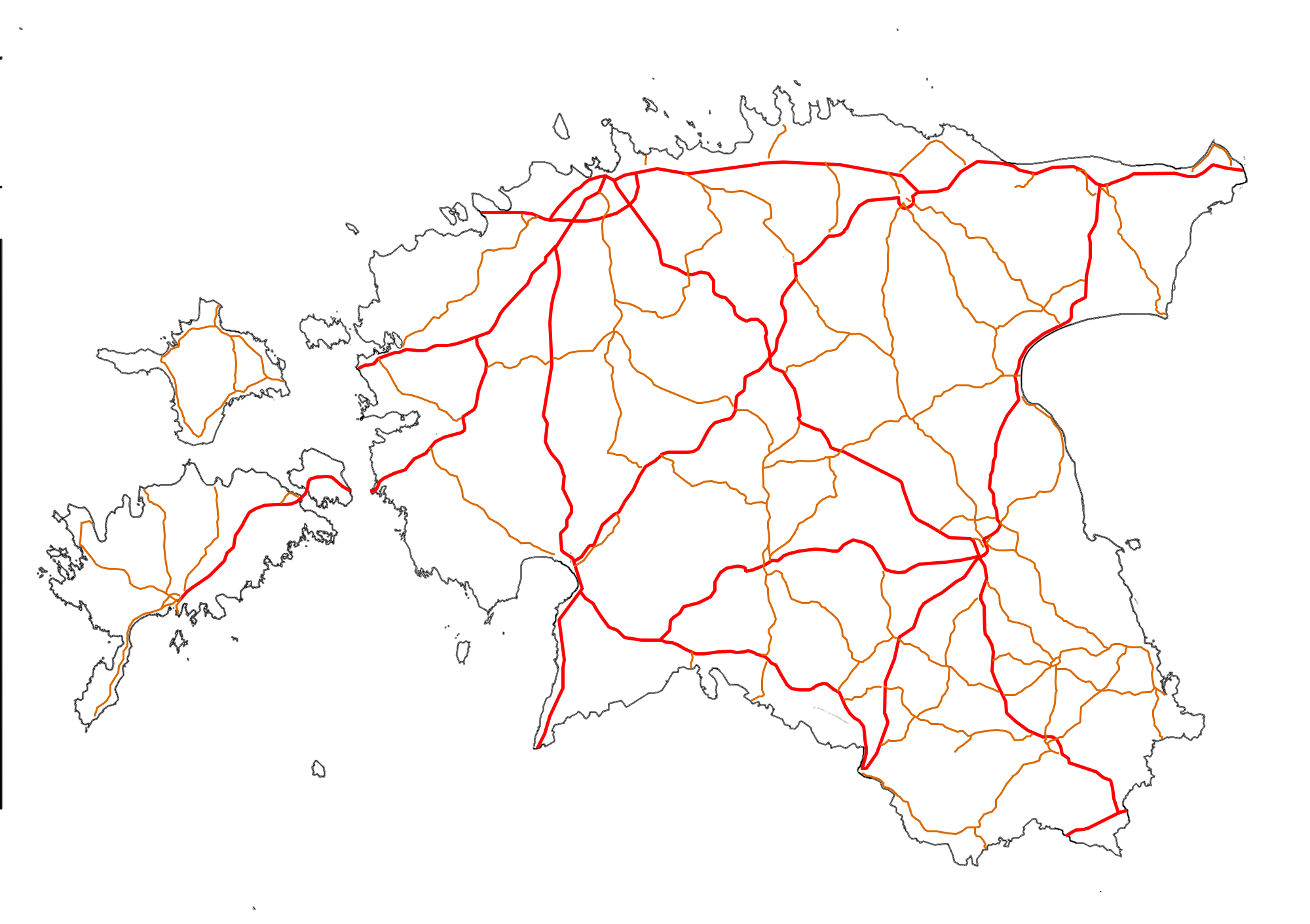
Mappa della rete di "strade nazionali" in Estonia (riigimaanteed)

Le autostrade in Estonia sono la principale rete di trasporti in Estonia. La classificazione nazionale estone comprende diverse classi di "autostrade":
- Strada principale (põhimaantee) - autostrada che collega la capitale con altre grandi città, collega le grandi città e la capitale con i principali porti, punti ferroviari e valichi di frontiera;

- Percorso "di supporto" (tugimaantee) - "autostrada" che collega le città con altre città e le rotte principali;

- Percorso "laterale" (kõrvalmaantee) - "autostrada" che collega le città con i distretti, collega i distretti e i villaggi e tutti i precedenti con le rotte principali e di supporto.

Oltre a questi, la classificazione delle strade nazionali comprende le seguenti categorie che possono anche essere indicate come autostrade in senso generale, con ordine di priorità decrescente (e applicabilità del termine "autostrada"):
- Strada "connettore" (ühendustee) - costruita per il flusso del traffico sugli incroci o svincoli delle autostrade;

- Altre (muu) - altre strade nell'elenco del Ministero dell'economia e delle comunicazioni.

Tutte le strade in Estonia sono contrassegnate ufficialmente con il prefisso T (seguito da 1-5 cifre).

## Lista

### Põhimaantee(strade principali)
- T1: Tallinn - Narva (212 km, di cui 78 con due carreggiate per senso di marcia), parte della strada europea E20[2];
- T2: Tallinn - Lüta (283 km, di cui 44 con due carreggiate per senso di marcia[3]), parte della strada europea E263[2];
- T3: Jõhvi - Valga (220 km), parte della strada europea E264[2];
- T4: Tallinn - Ikla - confine con la Lettonia (192 km, di cui 14 con due carreggiate per senso di marcia), parte della strada europea E67 (via Baltica);
- T5: Pärnu - Rakvere (184 km, di cui 1,5 con due carreggiate per senso di marcia[4]);
- T6: Valga - Uulu (125 km);
- T7: Veclaicene Murati - Luhamaa - confine con la Russia (21 km), parte della strada europea E77;
- T8: Tallinn - Paldiski (47 km), parte della strada europea E265;
- T9: Ääsmäe - Rohuküla (81 km);
- T10: Risti - Kuressaare (144 km);
- T11: tangenziale di Tallinn, Nehatu - Keila (38 km, di cui 26 con due carreggiate per senso di marcia), parte della strada europea E265;
- T92: Tartu - Kilingi-Nõmme (122 km).

### Tugimaantee(strade "di supporto")
| Strada | Inizio                         | Punti intermedi                    | Fine                                                                  | Lunghezza         |
| ------ | ------------------------------ | ---------------------------------- | --------------------------------------------------------------------- | ----------------- |
| T12    | Kose ( T2)                     |                                    | Jägala (T13)                                                          | 36.1 km           |
| T13    | Jägala ( T1)                   |                                    | Käravete ( T5)                                                        | 52.7 km           |
| T14    | Kose ( T2)                     |                                    | Purila (T15)                                                          | 39.1 km           |
| T15    | Tallinn ( T4)                  | Rapla                              | Türi ( T5)                                                            | 97.2 km           |
| T17    | Keila ( T8)                    |                                    | Haapsalu ( T9)                                                        | 68.8 km           |
| T18    | Niitvälja ( T8)                |                                    | Kulna (T17)                                                           | 4.7 km            |
| T20    | Põdruse ( T1)                  | Kunda                              | Pada ( T1)                                                            | 28.3 km           |
| T21    | Rakvere                        |                                    | Luige (T36)                                                           | 69.6 km           |
| T22    | Rakvere ( T5)                  | Väike-Maarja                       | Vägeva (T39)                                                          | 52.0 km           |
| T23    | Rakvere ( T5)                  |                                    | Haljala ( T1)                                                         | 8.3 km            |
| T24    | Tapa ( T5)                     |                                    | Loobu (T1)                                                            | 26.0 km           |
| T25    | Mäeküla ( T2)                  | Koeru                              | Kapu ( T39)                                                           | 25.3 km           |
| T26    | Türi ( T5)                     |                                    | Arkma (T49)                                                           | 21.2 km           |
| T27    | Rapla                          | Järvakandi                         | Kergu (T58)                                                           | 40.8 km           |
| T28    | Rapla                          |                                    | Märjamaa ( T4)                                                        | 21.6 km           |
| T29    | Märjamaa ( T4)                 |                                    | Koluvere (T10)                                                        | 25.1 km           |
| T31    | Haapsalu ( T9)                 |                                    | Laiküla ( T10)                                                        | 36.0 km           |
| T32    | Jõhvi ( T1)                    |                                    | Vasknarva                                                             | 49.9 km           |
| T33    | Jõhvi ( T3)                    |                                    | Kose ( T32)                                                           | 3.6 km            |
| T34    | Varja ( T1)                    |                                    | Kiviõli                                                               | 8.7 km            |
| T35    | Iisaku                         | Tudulinna                          | Avinurme (T21)                                                        | 33.5 km           |
| T36    | Jõgeva                         |                                    | Mustvee                                                               | 38.9 km           |
| T37    | Jõgeva                         |                                    | Põltsamaa                                                             | 26.1 km           |
| T38    | Põltsamaa                      |                                    | Võhma ( T49)                                                          | 27.6 km           |
| T39    | Tartu ( T3)                    | Jõgeva                             | Aravete ( T5)                                                         | 108.0 km          |
| T40    | Tartu ( T3)                    |                                    | Tiksoja ( T2)                                                         | 7.0 km            |
| T41    | Kärevere ( T2)                 |                                    | Kärkna (T39)                                                          | 12.9 km           |
| T42    | Kärkna (T39)                   |                                    | Kobratu ( T3)                                                         | 7.1 km            |
| T43    | Aovere ( T3)                   | Kallaste                           | Kasepää ( T3)                                                         | 57.0 km           |
| T44    | Aovere (T43)                   |                                    | Luunja (T45)                                                          | 11.4 km           |
| T45    | Tartu ( T3)                    | Räpina                             | Värska                                                                | 85.5 km           |
| T46    | Tatra ( T2)                    | Otepää                             | Sangaste (T69)                                                        | 46.6 km           |
| T47    | Sangla (T92)                   |                                    | Rõngu ( T52)                                                          | 22.4 km           |
| T49    | Imavere ( T2)                  | Viljandi                           | Karksi-Nuia ( T6)                                                     | 82.1 km           |
| T50    | Aindu (T49)                    |                                    | Viljandi (T92) (anche nota come via del Viljandi)                     | 4.4 km            |
| T51    | Viljandi                       |                                    | Põltsamaa (T38)                                                       | 43.4 km           |
| T52    | Viljandi                       |                                    | Rõngu ( T3)                                                           | 61.1 km           |
| T53    | Ojaperve (T49)                 |                                    | Viiratsi (T52) (anche nota come via del Laidu)                        | 3.6 km            |
| T54    | Karksi-Nuia ( T6)              | Lilli                              | confine con la Lettonia                                               | 17.0 km           |
| T55    | Kamara ( T6)                   | Mõisaküla                          | confine con la Lettonia (anche nota come via del Mõisaküla)           | 4.4 km            |
| T57    | Mudiste (T49)                  | Suure-Jaani                        | Vändra ( T5)                                                          | 42.8 km           |
| T58    | Aluste ( T5)                   |                                    | Kergu (T27)                                                           | 12.2 km           |
| T59    | Pärnu ( T4)                    |                                    | Tori ( T5)                                                            | 23.5 km           |
| T60    | Pärnu ( T4)                    |                                    | Lihula (T10)                                                          | 56.1 km           |
| T61    | Põlva                          |                                    | Reola ( T2)                                                           | 37.1 km           |
| T62    | Kanepi ( T2)                   |                                    | Leevaku (T45)                                                         | 41.8 km           |
| T63    | Karisilla (T45)                | Frontiera di Koidula con la Russia | Petseri (Печоры)                                                      | 17.8 km           |
| T64    | Võru                           |                                    | Põlva                                                                 | 24.7 km           |
| T65    | Võru                           |                                    | Räpina                                                                | 44.0 km           |
| T66    | Võru                           |                                    | Verijärve ( T2)                                                       | 6.5 km            |
| T67    | Võru                           | Mõniste                            | Valga                                                                 | 83.3 km           |
| T68    | Mõniste (T67)                  | confine con la Lettonia            | Ape                                                                   | 8.9 km            |
| T69    | Võru ( T2)                     | Kuigasti                           | Tõrva ( T6)                                                           | 71.3 km           |
| T70    | Antsla                         |                                    | Vaabina (T69)                                                         | 6.9 km            |
| T71    | Rõngu ( T3)                    | Otepää                             | Kanepi ( T2)                                                          | 39.3 km           |
| T72    | Sangaste (T69)                 |                                    | Tõlliste ( T3)                                                        | 16.6 km           |
| T73    | Tõrva ( T6)                    |                                    | Pikasilla (T52)                                                       | 12.0 km           |
| T75    | Tumala (T10)                   | Orissaare                          | Strada sopraelevata di Väinatamm (T10)                                | 8.3 km            |
| T76    | Raccordo anulare di Kuressaare | Raccordo anulare di Kuressaare     | Raccordo anulare di Kuressaare                                        | 13.5 km           |
| T77    | Kuressaare                     |                                    | Sääre                                                                 | 47.4 km           |
| T78    | Kuressaare                     | Kihelkonna                         | Veere                                                                 | 47.8 km           |
| T79    | Upa ( T10)                     |                                    | Leisi                                                                 | 36.8 km           |
| T80    | Porto di Heltermaa             | Kärdla                             | Luidja (T84)                                                          | 50.2 km           |
| T81    | Kärdla                         |                                    | Käina ( T83)                                                          | 21.7 km           |
| T82    | T80                            |                                    | Porto do Lehtma port (anche nota come strada portuale di Lehtma)      | 7.0 km            |
| T83    | Suuremõisa ( T80)              | Käina                              | Emmaste                                                               | 31.2 km           |
| T84    | Emmaste (T83)                  |                                    | Luidja (T80)                                                          | 29.9 km           |
| T85    | Liiapeksi ( T1)                |                                    | Loksa                                                                 | 15.5 km           |
| T86    | Kuressaare                     | Võhma                              | Panga                                                                 | 36.8 km           |
| T87    | Raccordo anulare di Põlva      | Raccordo anulare di Põlva          | Raccordo anulare di Põlva                                             | 6.0 km            |
| T88    | Rakvere                        |                                    | Rannapungerja ( T3)                                                   | 70.8 km           |
| T89    | Põlva                          |                                    | Saverna ( T2)                                                         | 20.4 km           |
| T90    | Põlva                          |                                    | Karisilla (T45)                                                       | 34.2 km           |
| T91    | Narva ( T1)                    | Narva-Jõesuu                       | Hiiemetsa ( T1)                                                       | 26.3 km (16.3 mi) |
| T93    | Kohtla-Järve                   | Kukruse                            | Tammiku ( T3)                                                         | 15.6 km           |
| T94    | Liivamäe ( T1)                 |                                    | Porto commerciale di Muuga (anche nota come strada portuale di Muuga) | 3.4 km            |
| T95    | Kõrveküla ( T3)                |                                    | Tartu                                                                 | 1.9 km            |